# Тангенциальнозначная форма
Тангенциальнозначные формы — это обобщение дифференциальных форм, при котором множеством значений формы является касательное расслоение к многообразию.

## Определение
Тангенциальнозначной формой на многообразии {\displaystyle M} называется сечение тензорного произведения касательного и внешней степени кокасательного расслоений к многообразию:
{\displaystyle \omega \colon M\to \left(\wedge ^{k}T^{*}M\right)\otimes _{M}TM}
{\displaystyle \pi \circ \omega =\imath d}

## Операции
- Внутреннее дифференцирование
- Внешнее дифференцирование

### Производная Ли
Частным случаем тангенциальнозначных форм являются векторные поля. Производная Ли от тензорного поля {\displaystyle T} по векторному полю {\displaystyle X} определяется стандартным образом:
{\displaystyle L_{X}T={\frac {d}{dt}}g^{t}T}
где {\displaystyle g^{t}} — фазовый поток, соответствующий векторному полю {\displaystyle X}. Эта операция связана с внутренним умножением {\displaystyle \imath _{X}} дифференциальной формы на векторное поле и внешним дифференцированием формулой гомотопии:
{\displaystyle L_{X}=\imath _{X}d+d\imath _{X}}
то есть
{\displaystyle L_{X}=[\imath _{X},d]}
где {\displaystyle [\cdot ,\cdot ]} — коммутатор в градуированной алгебре дифференцирований тангенциальнозначных форм. Для произвольной тангенциальнозначной формы {\displaystyle K} производная Ли определяется по аналогии:
{\displaystyle L_{K}=[\imath _{K},d]}
Свойства
- {\displaystyle [L_{K},d]=0}

### Скобка Фрёлихера-Нейенхёйса
Скобка Фрёлихера-Нейенхёйса {\displaystyle [\cdot ,\cdot ]} двух тангенциальнозначных форм {\displaystyle K} и {\displaystyle F} определяются как такая единственная тангенциальнозначная форма {\displaystyle [K,F]}, для которой
{\displaystyle [L_{K},L_{F}]=L([K,F])}
Эта операция градуированно антикоммутативна и удовлетворяет градуированному тождеству Якоби. Если воспринимать почти комплексную структуру {\displaystyle I} как касательнозначную 1-форму, её тензор Нейенхёйса (тензор, препятствующий отысканию комплексных локальных карт) выражается через скобку Фрёлихера-Нейенхёйса как {\displaystyle [I,I]}. Условие «интегрируемости» некой структуры как зануление некоторой её скобки с самой собой общо: например, условие ассоциативности алгебры {\displaystyle A} можно определять как зануление скобки Герстенхабера на пространстве кодифференцирований свободной коалгебры, порождённой подлежащим векторным пространством алгебры {\displaystyle A}, посажённым в градуировку 1 (билинейные умножения {\displaystyle \mu \colon A\otimes A\to A} суть то же самое, что кодифференцирования градуировки 1).

### Скобка Нейенхёйса-Ричардсона
Скобка Нейенхёйса-Ричардсона (алгебраические скобки) {\displaystyle [\cdot ,\cdot ]^{\wedge }} двух тангенциальнозначных форм {\displaystyle K} и {\displaystyle F} определяются как такая единственная тангенциальнозначная форма {\displaystyle [K,F]^{\wedge }}, для которой
{\displaystyle [\imath _{K},\imath _{F}]=\imath ([K,F]^{\wedge })}
Эта операция градуированно антикоммутативна и удовлетворяет градуированному тождеству Якоби. Явный вид для скобки двух форм {\displaystyle K\in \Omega ^{k+1}(M,TM)}, {\displaystyle F\in \Omega ^{f+1}(M,TM)}:
{\displaystyle [K,F]^{\wedge }=\imath _{k}F-(-1)^{kf}\imath _{F}K}

## Связанные определения
Форма называется припаивающей, если она лежит в {\displaystyle T^{*}M\otimes TM}.